# Kosmos 2176
Kosmos 2176, ruski satelit sustava upozorenja o raketnom napadu iz programa Kosmos. Vrste je Oko (US-K; Oko br. 6050).
Lansiran je 24. siječnja 1992. godine u 01:18 s kozmodroma Pljesecka, s mjesta 43/3. Lansiran je u visoku orbitu oko planeta Zemlje raketom nosačem Molnija-M 8K78M Blok 2BL. Orbita mu je bila 633 km u perigeju i 39.725 km u apogeju. Orbitna inklinacija mu je bila 62,90°. Spacetrackov kataloški broj je 21847. COSPARova oznaka je 1992-003A. Zemlju je obilazio u 717,84 minute. Bio je mase 1900 kg.
Vratio se u atmosferu 17. siječnja 2012. godine. Iz misije je ostalo još nekoliko dijelova koji su se vratili u atmosferu nešto prije, a kružili su u visokoj (Blok-2BL) i niskoj orbiti.

## Vanjske poveznice
- N2YO.com Search Satellite Database (engl.)
- Celes Trak SATCAT Format Documentation (engl.)